# Colline d’Élancourt
Colline d’Élancourt – sztuczne wzgórze położone w Élancourt, w departamencie Yvelines o wysokości 231 m n.p.m. i powierzchni 52 hektarów, będące najwyższym szczytem regionu Île-de-France. Wzgórze bywa także nazywane Colline de la Revanche, co oznacza „Wzgórze Zemsty”.
W XIX i na początku XX wieku w miejscu wzgórza znajdował się kamieniołom, a następnie składowisko odpadów, które zostało zamknięte w latach 70. XX wieku. W kolejnych latach miejsce służyło jako składowisko ziemi, która pozostawała podczas budowy miasta Saint-Quentin-en-Yvelines, oraz złomowisko samochodów.
Teren wzgórza wyznaczono na zawody kolarstwa górskiego podczas Letnich Igrzysk Olimpijskich 2024. Aby wybudować 4,3 kilometrowy tor wycięta została część drzew oraz ułożono nawierzchnię z piasku i żwiru, co wzbudziło protesty części mieszkańców i ekologów. Koszt przeprowadzonych prac wyniósł 12 milionów euro.